# Je vais t'apprendre la politesse, p'tit con
Je vais t'apprendre la politesse, p'tit con est un essai de Jean-Louis Fournier publié en 1998. 

## Résumé
Ce livre de savoir-vivre destiné aux jeunes, donne avec humour des conseils sur les règles à respecter. Des formules de politesse de base aux comportements séducteurs en passant par les salutations, la table, l'écriture, et mille autres domaines du quotidien, toutes les manières de bien vivre avec soi et avec autrui. 

## Adaptation
Le livre a été adapté à la télévision la même année, dans un programme court de 2 minutes diffusé quotidiennement sur La Cinquième, avec Catherine Frot qui donnait des leçons à un collégien. Le titre a légèrement été modifié par rapport au livre, et l'ont renommé Je vais t'apprendre la politesse (le p'tit con a été supprimé pour la série). 